# Близнюк, Валентин Иванович
Валенти́н Ива́нович Близню́к (12 апреля 1928, Жумба — 30 декабря 2019, Москва) — советский авиаконструктор, создатель самолётов ОКБ Туполева, главный конструктор сверхзвукового стратегического бомбардировщика-ракетоносца Ту-160, лауреат Государственной премии СССР.

## Биография
Валентин Близнюк родился в селе Малороссийское в Самарском районе Восточно-Казахстанской области. 
В 1953 году окончил Московский авиационный институт им. С. Орджоникидзе.
С 1952 года работал инженером-конструктором в конструкторском бюро А. Н. Туполева, где в первые годы работы принимал участие в разработке тактического ударного самолёта Ту-91 и серийного стратегического бомбардировщика Ту-95.
В 1957 году в ОКБ Туполева было создано подразделение беспилотной авиационной техники под руководством А. А. Туполева. В нём Близнюк руководил разработкой технических проектов беспилотных комплексов, в том числе Ту-121 «C», Ту-123, Ту-143, Ту-141, а также, с начала 1970-х годов, — разработкой воздушно-космических систем — ударной беспилотной Ту-130 «ДП» и грузопассажирского самолета Ту-136 «Звезда».
Близнюк внёс значительный вклад в разработку первого в мире сверхзвукового пассажирского самолёта Ту-144 — был начальником отдела «Общих видов» этого проекта, затем заместителем главного конструктора.
Работа над стратегическим авиационным комплексом Ту-160 началась в конце 1960-х годов с активным участием В. И. Близнюка. В 1975 году он был назначен главным конструктором проекта и заместителем генерального конструктора ММЗ «Опыт» А. А. Туполева. Близнюк не только осуществлял общее руководство проектом, но и непосредственно руководил разработкой аэродинамической схемы самолёта, его силовой установки, включая многие инновационные разработки. В 1981 году Ту-160 впервые поднялся в воздух, а в 1987 году поступил на вооружение ВВС СССР.
В последние годы Валентин Близнюк работал в качестве главного конструктора, а позднее — советника генерального директора ПАО «Туполев». Руководил работами по модификации комплекса Ту-160. Кроме того, под его руководством разрабатывался проект грузового самолёта Ту-330.
Валентин Иванович Близнюк скончался 30 декабря 2019 года на 92-м году жизни после тяжёлой и продолжительной болезни.

## Награды и звания
- Орден «За заслуги перед Отечеством» IV степени[2]
- Орден Трудового Красного Знамени[2]
- Орден «Знак Почёта»[2]
- Государственная премия СССР[2]
- Почётный авиастроитель[2]

## Память

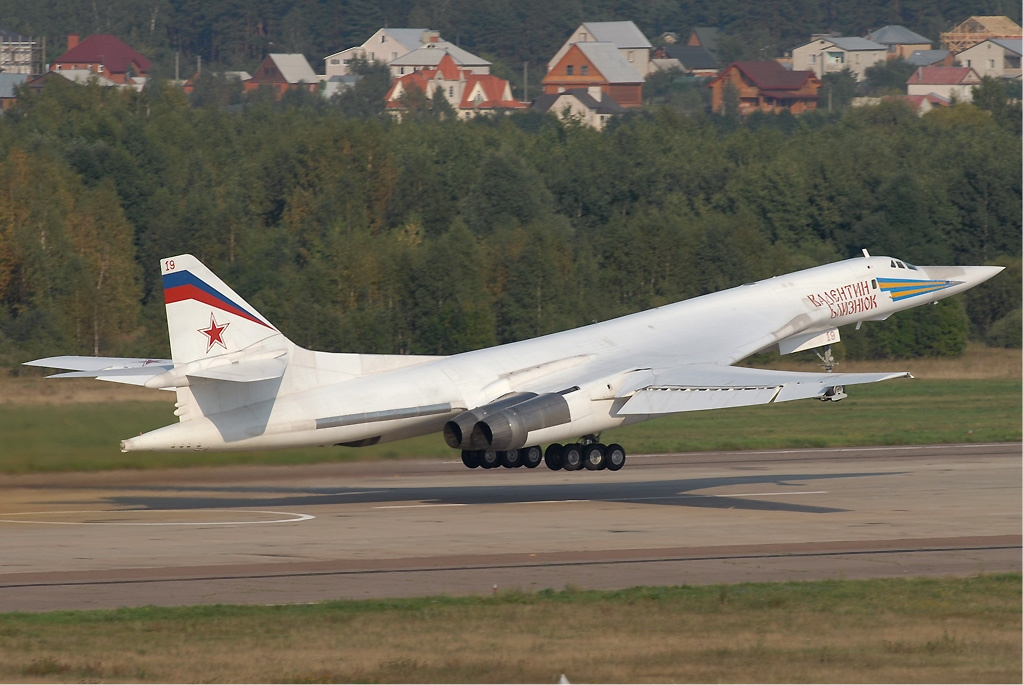
Стратегический бомбардировщик Ту-160 «Валентин Близнюк»

Один из самолётов Ту-160, находящихся на вооружении ВВС России (бортовой номер 19), в 2006 году получил почётное наименование «Валентин Близнюк».